# Яш (окръг)
 Тази статия е за окръга.  За града вижте Яш.  
Яш e окръг в регион Молдова в Румъния.

## География
Площта му е 5476 квадратни километра, а населението – 791 665 души (по приблизителна оценка от януари 2020 г.).
Население:
- 1948: 431 586
- 1956: 516 635
- 1966: 619 027
- 1977: 729 243
- 1992: 811 342
- 2002: 816 910; гъстота на населението: 149/km2

Градове: Яш, Пашкани, Търгу Фрумос, Хърлъу, Поду Илоайей.